# Villa Ygatimí
Villa Ygatimí é uma cidade do Paraguai, Departamento Canindeyú.

## Transporte
O município de Villa Ygatimí é servido pela seguinte rodovia:
- Caminho em pavimento ligando o município a cidade de Curuguaty
- Caminho em terra ligando o município a cidade de Ypejhú
- Caminho em terra ligando o município a cidade de Yby Pytá[1][2][3]